# Saison 2 de Californication
Chronologie
Saison 1 Saison 3
Cet article présente le guide des épisodes de la deuxième saison de la série télévisée américaine Californication.

## Généralités
Cette deuxième saison est composée de douze épisodes.

### Synopsis
Hank Moody est un romancier new-yorkais exilé à Los Angeles, et séparé de Karen, la mère de sa fille Becca, âgée de 12 ans. Perturbé par sa situation familiale et par son absence d'inspiration, il se réconforte dans la consommation immodérée d'alcool, de drogues en tout genre et des nombreuses femmes tombées sous son charme. Désabusé et sarcastique, il ne peut s'empêcher de dire toutes les vérités qui lui viennent à l'esprit, et ce, en toutes circonstances et à n'importe qui, n'ayant que très peu de respect pour les conventions de la bourgeoisie californienne. Hank est auto-destructeur, mais dans le fond il ne cherche qu'à récupérer Karen et à vivre une vie de famille tranquille…

## Distribution

### Acteurs principaux
- David Duchovny (VF : Georges Caudron) : Hank Moody
- Natascha McElhone (VF : Danièle Douet) : Karen van der Beek
- Evan Handler (VF : Xavier Fagnon) : Charlie Runkle
- Madeleine Martin (VF : Léopoldine Serre) : Rebecca « Becca » Moody
- Pamela Adlon (VF : Marie Vincent) : Marcy Runkle
- Madeline Zima (VF : Caroline Victoria) : Mia Lewis

### Acteurs récurrents
- Carla Gallo (VF : Laura Préjean) : Daisy
- Rachel Miner (VF : Dorothée Pousséo) : Dani California
- Callum Keith Rennie (VF : Guillaume Orsat) : Lew Ashby
- Mädchen Amick (VF : Anne Rondeleux) : Janie Jones
- Ezra Miller (VF : Brice Ournac) : Damien

## Épisodes

### Épisode 1:Erreur sur la personne
- États-Unis /  Canada : 28 septembre 2008 sur Showtime / The Movie Network
- Suisse : 2 mars 2009 sur TSR1
- Belgique : 31 mars 2009 sur Be Séries
- France : 19 février 2010 sur M6
- Québec : 10 juin 2010 sur V

### Épisode 2:Ashby le Magnifique
- États-Unis : 5 octobre 2008 sur Showtime
- Suisse : 9 mars 2009 sur TSR1
- Belgique : 31 mars 2009 sur Be Séries
- France : 26 février 2010 sur M6
- Québec : 17 juin 2010 sur V

### Épisode 3:Mauvaises Manières
- États-Unis : 12 octobre 2008 sur Showtime
- Suisse : 16 mars 2009 sur TSR1
- Belgique : 31 mars 2009 sur Be Séries
- France : 19 mars 2010 sur M6
- Québec : 24 juin 2010 sur V

### Épisode 4:Dîner avec le Diable
- États-Unis : 19 octobre 2008 sur Showtime
- Suisse : 23 mars 2009 sur TSR1
- Belgique : 7 avril 2009 sur Be Séries
- France : 16 avril 2010 sur M6
- Québec : 1er juillet 2010 sur V

### Épisode 5:Vaginatown
- États-Unis : 26 octobre 2008 sur Showtime
- Suisse : 30 mars 2009 sur TSR1
- Belgique : 7 avril 2009 sur Be Séries
- France : 30 avril 2010 sur M6
- Québec : 8 juillet 2010 sur V[1]

### Épisode 6:Sexe, Drogue et Rock'n'Roll
- États-Unis : 2 novembre 2008 sur Showtime
- Suisse : 20 avril 2009 sur TSR1
- Belgique : 7 avril 2009 sur Be Séries
- France : 7 mai 2010 sur M6
- Québec : 15 juillet 2010 sur V

### Épisode 7:Ménage à trois
- États-Unis : 9 novembre 2008 sur Showtime
- Suisse : 27 avril 2009 sur TSR1
- Belgique : 14 avril 2009 sur Be Séries
- France : 14 mai 2010 sur M6
- Québec : 22 juillet 2010 sur V

### Épisode 8:La Fièvre du corps
- États-Unis : 16 novembre 2008 sur Showtime
- Suisse : 4 mai 2009 sur TSR1
- Belgique : 14 avril 2009 sur Be Séries
- France : 21 mai 2010 sur M6
- Québec : 29 juillet 2010 sur V[2]

### Épisode 9:La Ronde des sentiments
- États-Unis : 23 novembre 2008 sur Showtime
- Suisse : 11 mai 2009 sur TSR1
- Belgique : 14 avril 2009 sur Be Séries
- France : 28 mai 2010 sur M6
- Québec : 5 août 2010 sur V

### Épisode 10:In Utero
- États-Unis : 30 novembre 2008 sur Showtime
- Suisse : 18 mai 2009 sur TSR1
- Belgique : 21 avril 2009 sur Be Séries
- France : 4 juin 2010 sur M6
- Québec : 12 août 2010 sur V

### Épisode 11:Coup de blues à Laurel Canyon
- États-Unis : 7 décembre 2008 sur Showtime
- Suisse : 25 mai 2009 sur TSR1
- Belgique : 21 avril 2009 sur Be Séries
- France : 11 juin 2010 sur M6
- Québec : 19 août 2010 sur V

### Épisode 12:La Petite Mort
- États-Unis : 14 décembre 2008 sur Showtime
- Suisse : 1er juin 2009 sur TSR1
- Belgique : 21 avril 2009 sur Be Séries
- France : 18 juin 2010 sur M6
- Québec : 26 août 2010 sur V